# Severino Menardi
Severino Menardi, född 9 september 1910 i Cortina d'Ampezzo, död där 13 januari 1978, var en italiensk vinteridrottare. Han deltog i olympiska spelen 1932 i Lake Placid och 1936 i Garmisch-Partenkirchen. I Lake Placid kom han på 34:e plats i  längdåkning 18 kilometer. I backhoppning kom han på 27:e plats. Bästa resultat fick han i nordisk kombination där han kom på 21:a plats. Fyra år senare i Garmisch-Partenkirchen ställde han upp i nordisk kombination och kom på 20:e plats. I längdskidåkning kom han på 16:e plats på 18 kilometer och på 4:e plats i stafetten 4x10 kilometer.